# 万林乡 (金川县)
万林乡，是中华人民共和国四川省阿坝藏族羌族自治州金川县曾经下辖的一个乡。2019年12月，撤销万林乡，将其所属行政区域划归勒乌镇管辖。

## 行政区划
万林乡撤销前下辖以下地区：
二甲村、苟尔光村和西里寨村。